# Andreas Linger
Andreas Linger (n. 31 mai 1981, Hall în Tirol, Tirol, Austria) este un sănier ce a reprezentat Austria, medaliat olimpic. A participat la 4 ediții ale Jocurilor Olimpice (2002, 2006, 2010, 2014) în care a câștigat două medalii de aur și o medalie de argint.